# Pikes Peak International Hill Climb

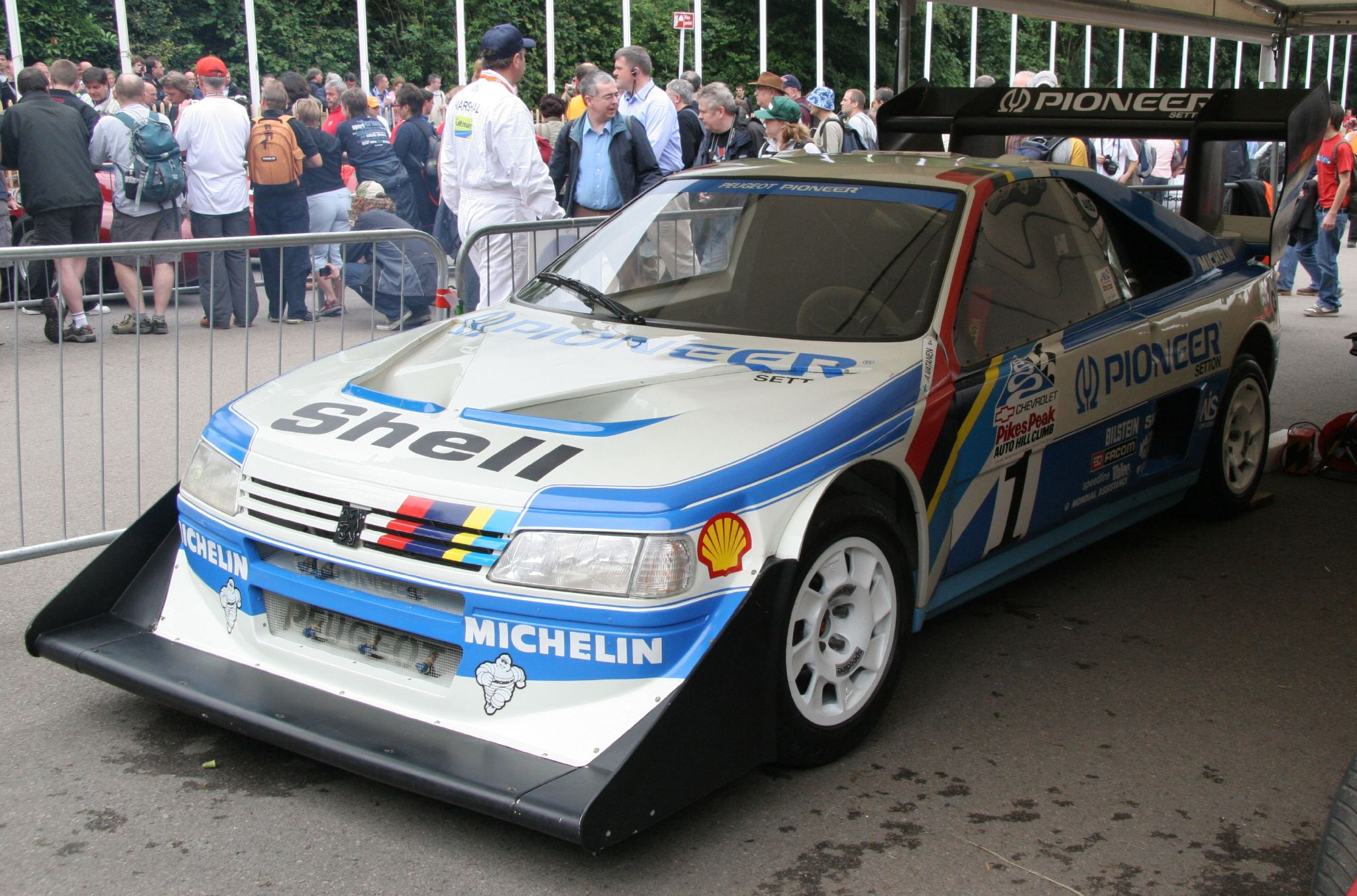
Peugeot 405 T16 Pikes Peak

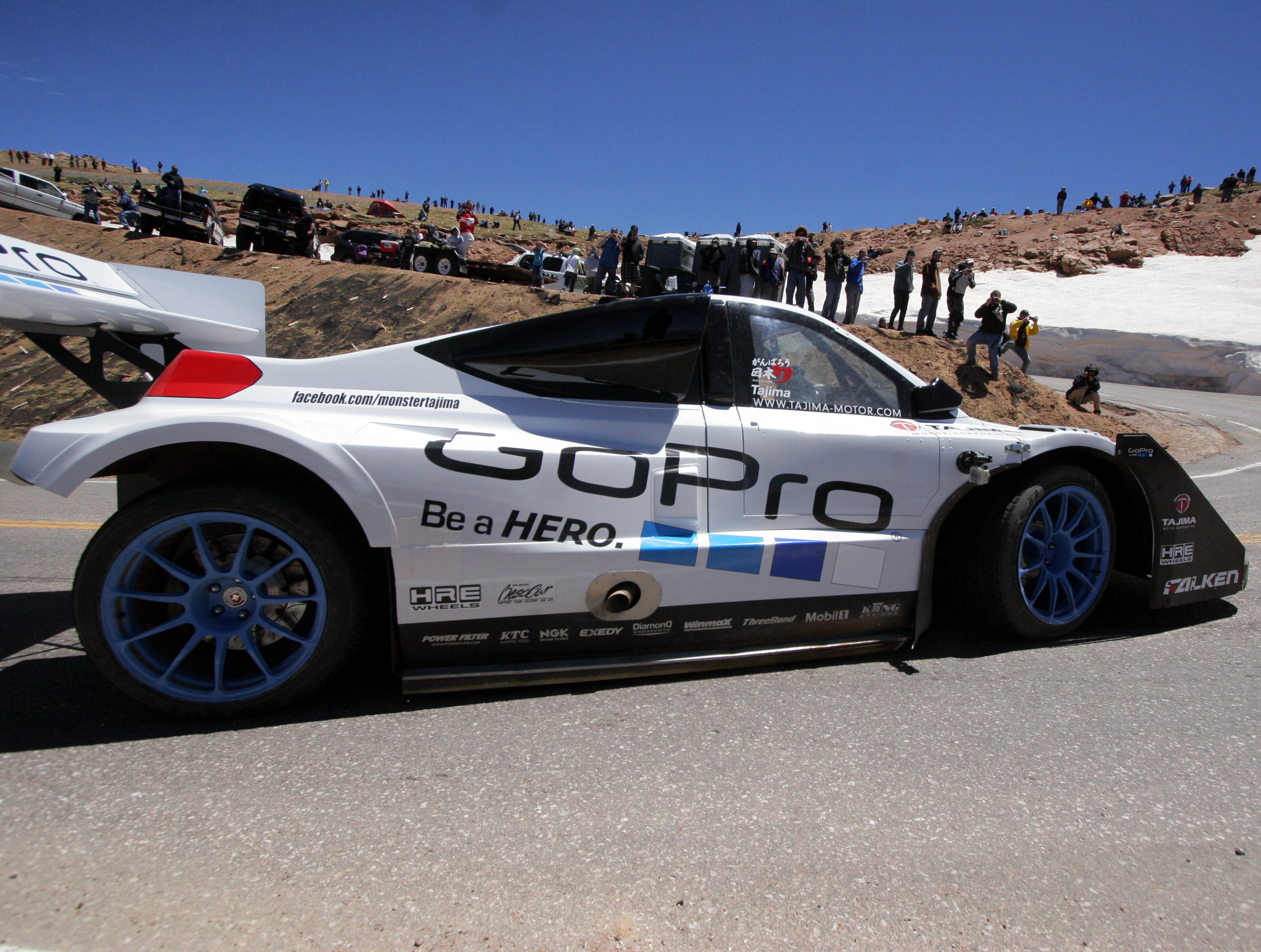
Nobuhiro Tajima při překonání světového rekordu v roce 2011

Pikes Peak International Hill Climb (PPIHC) je každoroční automobilový a motocyklový závod na horu Pikes Peak v Coloradu ve Spojených státech amerických. Trat měří 19,99 km (12,42 mil), má 156 zatáček a má převýšení 1440 m (4720 ft) od začátku na Sedmé míli silnice Pikes Peak do cíle ve výšce 4300 m (14 110 stop), tedy s průměrným stoupáním 7 %. V minulosti se jezdil na dvou površích (šotolina a asfalt), ale od srpna 2011 je celá trať vyasfaltována, a proto jsou všechny následující ročníky v celé délce po zpevněném povrchu.
Závod je zařazen do mezinárodního kalendáře pod hlavičkou FIA. Pikes Peak se koná pravidelně od roku 1916, je to druhý nejstarší motoristický závod ve Spojených státech amerických. V současné době jsou různé třídy automobilů, nákladních aut, motocyklů a čtyřkolek.

## Historie
První závod Pikes Peak International Hill Climb založil Spencer Penrose. Rozšířil úzké silnice na mnohem širší Pikes Peak Highway. Rozhodl se tak podpořit turisty k návštěvě a založil závod do oblak.
Nejstarší současná třída je Open Wheel. Poprvé se v ní závodilo v roce 1916 a vyhráli v ní takoví jezdci jako Mario Andretti, Al Unser, Bobby Unser a Robby Unser. 4. července 1966 Bobby Unser vyhrál závod celkově poosmé za deset let. Akce byla součástí AAA a USAC IndyCar v letech 1946–1970. První ve třídě Stock Car byl Nick Sanborn v Oldsmobile Toronado. 
V roce 1984 se závodu zúčastnili první Evropané. Z Norska rallycrossový závodník Martin Schanche (Ford Escort Mk3 4x4) a francouzská rally jezdkyně Michèle Moutonová (Audi Sport Quattro), čímž začali novou éru – v Evropě v té doby závod nebyl prakticky vůbec znám. Zatímco Schanche neuspěl kvůli defektu na pravé přední pneumatice, Moutonová se svou spolujezdkyní z rallyového mistrovství světa Fabrizií Ponsovou z Itálie vyhrála kategorii Rally Open.
O vítězství Fina Ariho Vatanena s vozem Peugeot 405 T16 v roce 1988 natočil francouzský režisér Jean-Louis Mourey úspěšný krátký film s názvem Climb Dance.
Závodu se 3x (1994,1995,1996) zúčastnil český jezdec Antonín Charouz, který v roce 1994 vytvořil s vozem Ford Escort RS Cosworth rekord trati v třídě produkčních vozů (v Evropě označována jako skupina N).
V roce 2011 byl poslední závod Pikes Peak Hill Climb, při kterém na trati byla šotolina. Město Colorado Springs bylo následně přinuceno Sierra Clubem vyasfaltovat silnici až na vrchol hory. Projekt byl dokončen v srpnu 2011 a výsledkem bylo překonání mnoha rekordů v roce 2012.
V roce 2013 Francouz Sébastien Loeb vyhrál závod v Peugeotu 208 T16 Pikes Peak v čase 8 minut 13,878 sekund a překonal tak předchozí rekord z roku 2012 o více než jednu minutu. Jeho rekord vydržel až do roku 2018, kdy Romain Dumas v elektromobilu Volkswagen I.D.R jako první prolomil hranici osmi minut časem 7:57,148.

## Aktuální rekordy

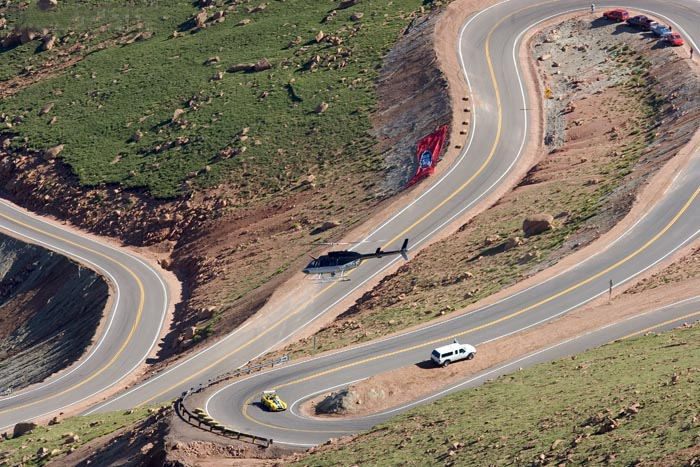
Randy Schranz na trati Pikes Peak

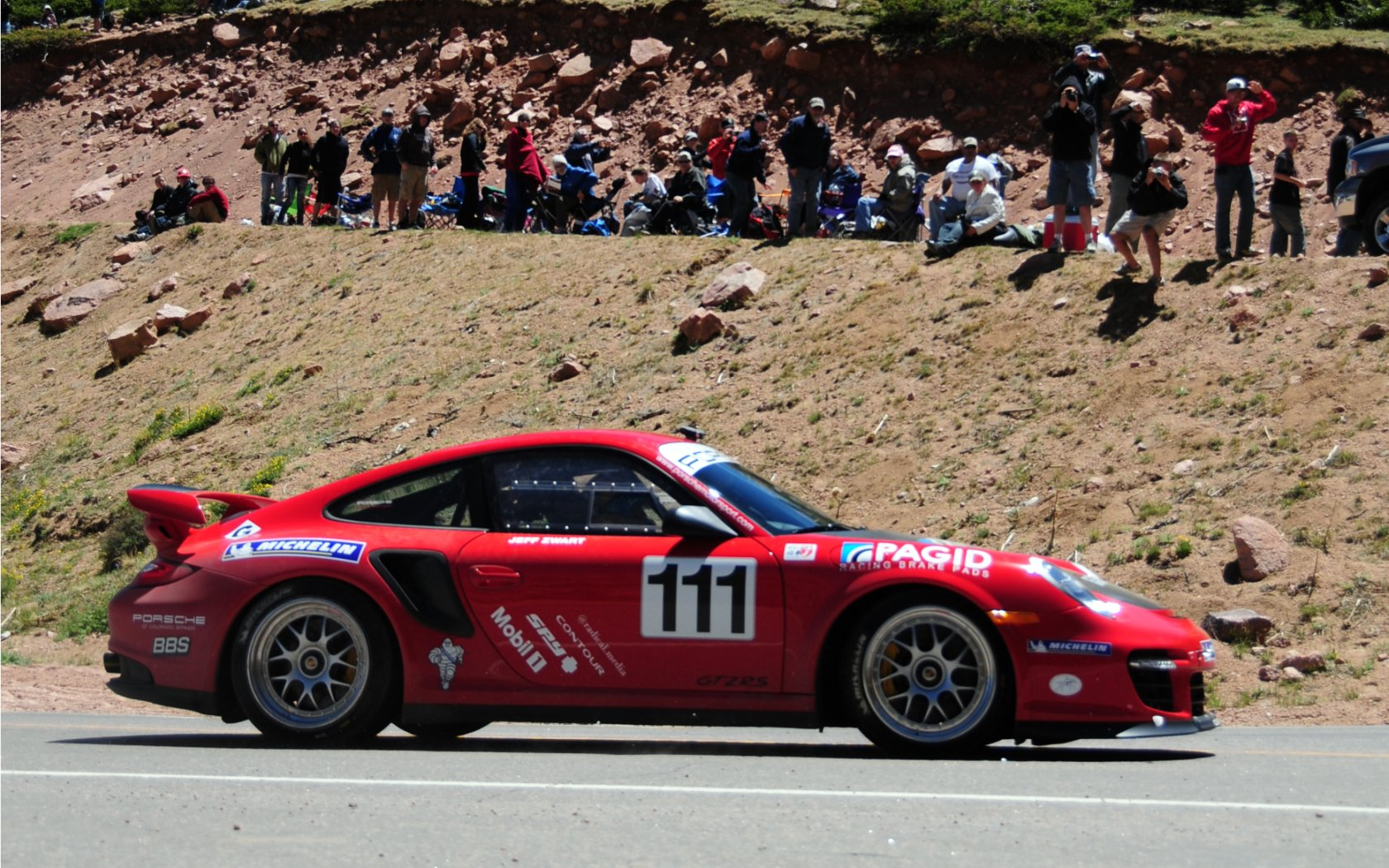
Porsche na Pikes Peak v roce 2011

### Automobily
| Kategorie           | Jezdec           | Auto                                                  | Rok  | Čas       | Avg. Spd.   | Poznámky |
| ------------------- | ---------------- | ----------------------------------------------------- | ---- | --------- | ----------- | -------- |
| Electric            | Romain Dumas     | Volkswagen I.D.R olkswagenE-RUNNER Pikes Peak Special | 2018 | 7:57,148  | 145,70 km/h |          |
| Production Electric | Chad Hord        | Nissan Leaf                                           | 2011 | 14:33,429 | 82,4 km/h   |          |
| Open Wheel          | Robby Unser      | ADT/Speedway Chevy                                    | 1994 | 10:05,850 | 118,8 km/h  |          |
| Pikes Peak Open     | Romain Dumas     | Porsche GT3R                                          | 2012 | 9:46,181  | 122,8 km/h  |          |
| Super Stock Car     | Clint Vahsholtz  | Ford Mustang                                          | 2011 | 10:55,603 | 109,8 km/h  |          |
| Time Attack         | Paul Dalllenbach | Hyundai Genesis Coupe                                 | 2013 | 9:46,001  | 122,8 km/h  |          |
| Unlimited           | Romain Dumas     | Volkswagen I.D.R                                      | 2018 | 7:57,148  | 145,70 km/h | Celkově  |
| Vintage             | Jess Neal        | Plymouth Barracuda                                    | 2012 | 12:03,858 | 99,4 km/h   |          |

### Motocykly
| Kategorie                           | Jezdec          | Motocykl                     | Rok  | Čas       | Avg. Spd.  | Poznámky |
| ----------------------------------- | --------------- | ---------------------------- | ---- | --------- | ---------- | -------- |
| 250 cm³                             | Codie Vahsholtz | Kawasaki KX 250              | 2013 | 11:24,792 | 105,3 km/h |          |
| 450 cm³                             | Jeffrey Tigert  | Honda CRF450                 | 2013 | 10:32,964 | 113,9 km/h |          |
| 750 cm³                             | Michael Henao   | Kawasaki ZX-6R               | 2013 | 10:31,499 | 114,0 km/h |          |
| 1205 cm³                            | Carlin Dunne    | Ducati Multistrada 1200      | 2012 | 9:52,819  | 121,4 km/h | Celkově  |
| Exhibition Powersports (Electric)   | Carlin Dunne    | Lightning Electric SuperBike | 2013 | 10:00,694 | 115,7 km/h |          |
| Heavy Weight Supermoto              | Jeff Grace      | KTM 525                      | 2013 | 10:57,928 | 105,7 km/h |          |
| Exhibition Powersports-Z (Electric) | Jeff Clark      | Zero FX                      | 2013 | 12:00,978 | 96,4 km/h  |          |
| Sidecar                             | Wade Boyd       | Suzuki GSRX                  | 2013 | 11:26,987 | 104,8 km/h |          |
| Vintage                             | Marc LaNoue     | Triumph Bonnie               | 2012 | 12:39,782 | 94,7 km/h  |          |
| Quad Modified                       | Michael Coburn  | Walsh 450R                   | 2013 | 11:05,874 | 108,3 km/h |          |

## Současné kategorie

### Automobily a kamiony
- Unlimited – vozy takřka bez omezení za předpokladu, že projdou technickou kontrolou
- Open Wheel – tradiční Pikes Peak závodní vozy. Jedná se vozy od formulí po buggy.
- Mini Sprint – malé open wheel vozy, jsou menší a lehčí
- Super Stock Car – sériové vozy s trubkovým rámem
- Pro Truck – off-road a SUV vozy
- Pikes Peak Open – auta a nákladní auta, které vypadají jako sériové vozy, ale mají velmi málo věcí z původního vozu
- Time Attack 4WD – produkční vozy s náhonem na všechny čtyři kola
- Time Attack 2WD – produkční vozy s náhonem na jednu nápravu
- HPSS (High Performance Showroom Stock) – jedná se o vozy se sériovým výkonem, ale s moderními bezpečnostními prvky
- Exhibition Car/Truck – auta a nákladní automobily, které se nevejdou do běžných kategorií. Často tyto vozy dělají pokrok v oblasti alternativních paliv a technologií.
- Vintage (RMVR) – nová kategorie pro rok 2008
- Vintage Modified (RMVR Modified)
- Electric – vozy na elektrický pohon

### Motocykly a čtyřkolky
- Motorcycle 1205 cm³
- Motorcycle 750 cm³
- Motorcycle 450 cm³
- Motorcycle 250 cm³
- Motorcycle Vintage
- Motorcycle Sidecar
- Quad Modified
- Exhibition Powersport

## Vítězové

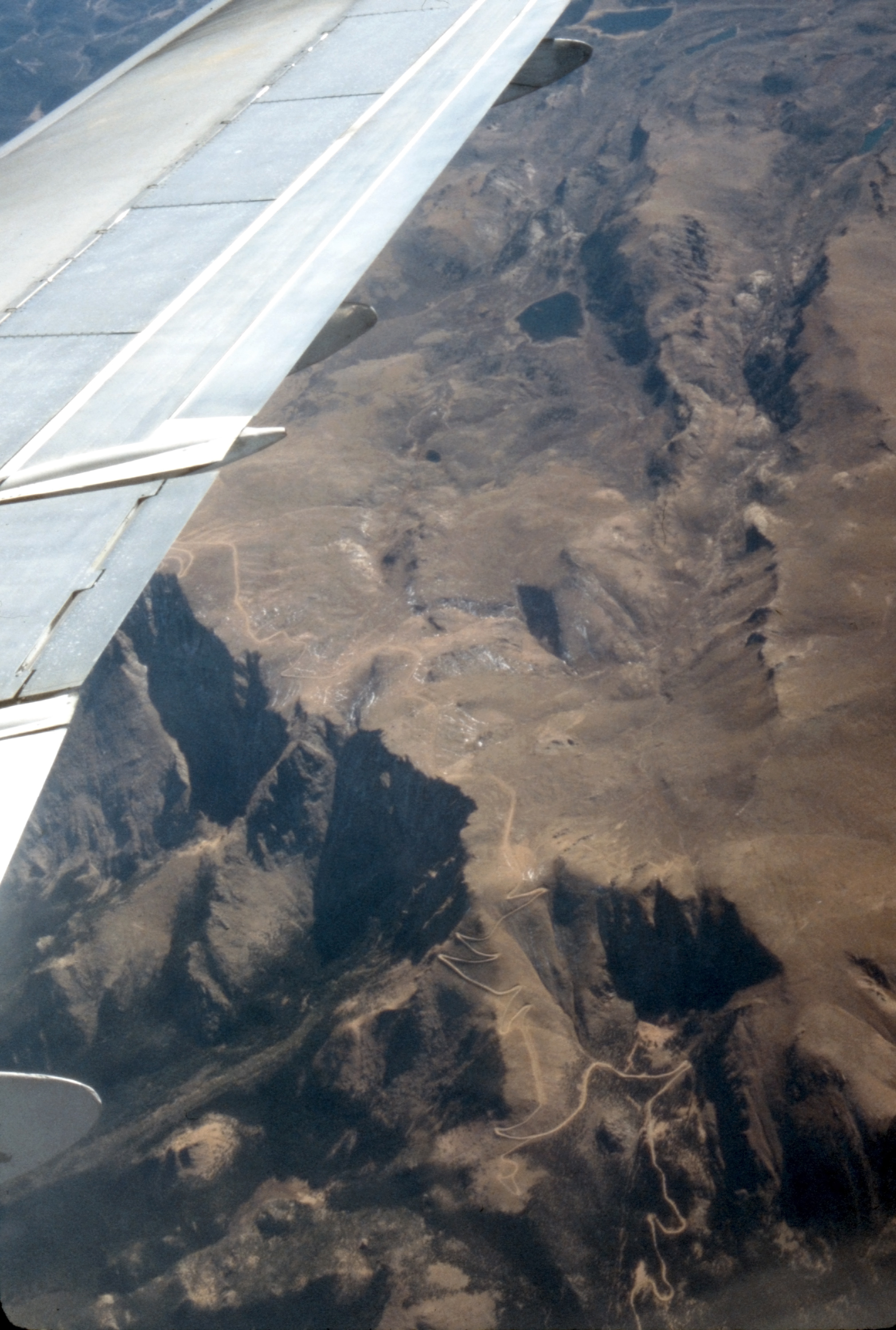
Hora Pikes Peak

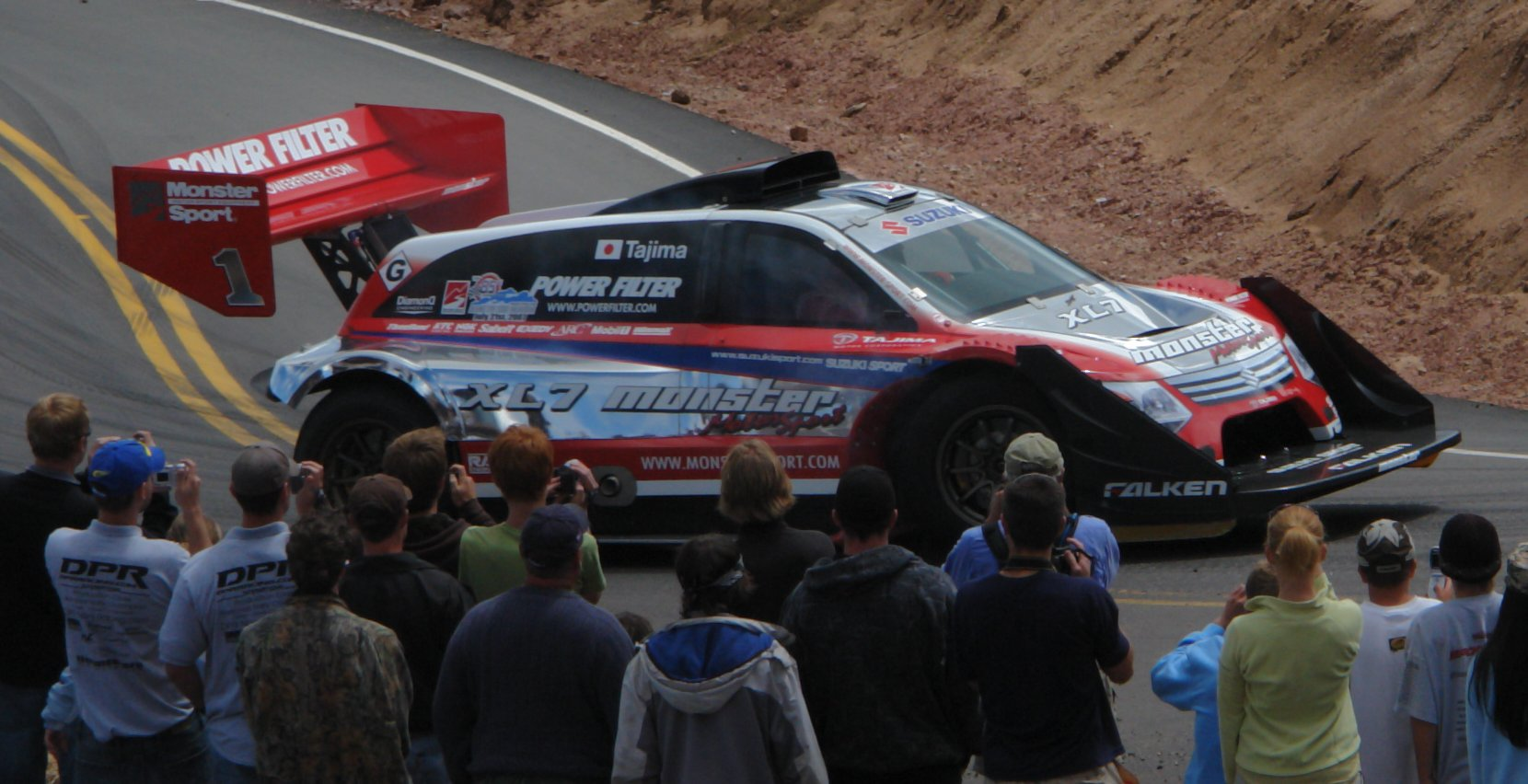
Nobuhiro Tadžima při překonání světového rekordu v roce 2007

### Unlimited
| Rok  | Vítěz            | Auto                          | Čas       |
| ---- | ---------------- | ----------------------------- | --------- |
| 1981 | Bud Hoffpauir    | Wells Coyote Special Roadster | 13:10,10  |
| 1982 | John Buffum      | Audi Quattro                  | 12:20,52  |
| 1983 | John Buffum      | Audi Quattro                  | 12:27,91  |
| 1984 | Michèle Mouton   | Audi Sport Quattro            | 12:10,38  |
| 1985 | Michèle Mouton   | Audi Sport Quattro            | 11:25,39  |
| 1986 | Bobby Unser      | Audi Sport Quattro S1 E2      | 11:09,22  |
| 1987 | Walter Röhrl     | Audi Sport Quattro S1 E2      | 10:47,85  |
| 1988 | Ari Vatanen      | Peugeot 405 Turbo 16          | 10:47,22  |
| 1989 | Robby Unser      | Peugeot 405 Turbo 16          | 10:48,34  |
| 1992 | Nobuhiro Tadžima | Suzuki Swift                  | 12:51,63  |
| 1993 | Nobuhiro Tadžima | Suzuki Swift                  | 10:44,22  |
| 1994 | Rod Millen       | Toyota Celica AWD Turbo       | 10:04,06  |
| 1995 | Nobuhiro Tadžima | Suzuki Escudo                 | 7:53      |
| 1996 | Rod Millen       | Toyota Celica                 | 10:13,64  |
| 1997 | Rod Millen       | Toyota Celica                 | 10:04,54  |
| 1998 | Rod Millen       | Toyota Tacoma                 | 10:07,70  |
| 1999 | Rod Millen       | Toyota Tacoma                 | 10:11,15  |
| 2000 | Per Eklund       | Saab 9-3                      | 11:21,58  |
| 2001 | Yutaka Awazuhara | Suzuki Vitara                 | 11:01,77  |
| 2002 | Per Eklund       | Saab 9-3                      | 11:13,20  |
| 2004 | Stig Blomqvist   | Ford RS200E                   | 5:16,8    |
| 2005 | Koichi Horiuchi  | Mitsubishi FTO                | 11:34,57  |
| 2006 | Nobuhiro Tadžima | Suzuki Sport                  | 7:38,9    |
| 2007 | Nobuhiro Tadžima | Suzuki XL7                    | 10:01,408 |
| 2008 | Nobuhiro Tadžima | Suzuki Sport Co. Ltd. XL7     | 10:18,250 |
| 2009 | Nobuhiro Tadžima | Suzuki SX4                    | 10:15,368 |
| 2010 | Nobuhiro Tadžima | Suzuki SX4                    | 10:11,490 |
| 2011 | Nobuhiro Tadžima | Suzuki SX4                    | 9:51,278  |
| 2012 | David Donner     | Palatov D4PPS                 | 10:04,652 |
| 2013 | Sébastien Loeb   | Peugeot 208 T16               | 8:13,878  |
| 2014 | Romain Dumas     | Norma Prototype               | 9:05,801  |
| 2015 | Rhys Millen      | Drive eO PP03                 | 9:07,222  |
| 2016 | Romain Dumas     | Norma M20 RD Limited          | 8:51,445  |
| 2017 | Romain Dumas     | Norma MXX RD Limited          | 9:05,672  |
| 2018 | Romain Dumas     | Volkswagen I.D.R              | 7:57,148  |

### AAA/USAC IndyCar championship years (1946–1970)
| Year | Driver          |
| ---- | --------------- |
| 1970 | Ted Foltz       |
| 1969 | Mario Andretti  |
| 1968 | Bobby Unser     |
| 1967 | Wes Vandervoort |
| 1966 | Bobby Unser     |
| 1965 | Al Unser        |
| 1964 | Al Unser        |
| 1963 | Bobby Unser     |
| 1962 | Bobby Unser     |
| 1961 | Bobby Unser     |
| 1960 | Bobby Unser     |
| 1959 | Bobby Unser     |
| 1958 | Bobby Unser     |
| 1957 | Bob Finney      |
| 1956 | Bobby Unser     |
| 1955 | Bob Finney      |
| 1954 | Keith Andrews   |
| 1953 | Louis Unser     |
| 1952 | George Hammond  |
| 1951 | Al Rogers       |
| 1950 | Al Rogers       |
| 1949 | Al Rogers       |
| 1948 | Al Rogers       |
| 1947 | Louis Unser     |
| 1946 | Louis Unser     |